# Sydamerikansk beckasin
Sydamerikansk beckasin (Gallinago paraguaiae) är en fågel i familjen snäppor inom ordningen vadarfåglar.

## Utbredning och systematik
Sydamerikansk beckasin förekommer från östra Colombia till Guyanaregionen, Brasilien, norra Argentina och Trinidad. Tidigare inkluderades magellanbeckasinen (C. magellanica) i arten och vissa gör det fortfarande. Sedan 2021 urskiljs den dock som egen art.

## Status och hot
Arten har ett stort utbredningsområde och en stor population med stabil utveckling. Utifrån dessa kriterier kategoriserar IUCN arten som livskraftig (LC). Beståndet uppskattas till mellan 100 000 och 500 000 vuxna individer.